# Resolució 768 del Consell de Seguretat de les Nacions Unides
La Resolució 768 del Consell de Seguretat de les Nacions Unides, fou adoptada per unanimitat el 30 de juliol de 1992. Després de recordar les resolucions anteriors del Consell de Seguretat sobre el tema, incloses les 501 (1982), 508 (1982) 509 (1982) i 520 (1982) i estudi de l'informe del Secretari General sobre la Força Provisional de les Nacions Unides al Líban (FPNUL) aprovada a la Resolució 426 (1978), el Consell va decidir prorrogar el mandat de la FPNUL durant sis mesos més mesos fins al 31 de gener de 1993.
El Consell va tornar a emfatitzar el mandat de la Força i va demanar al Secretari General que informés sobre els progressos realitzats respecte de l'aplicació de les resolucions 425 (1978) i 426 (1978).